# Rudolf Zajac
Rudolf Zajac (ur. 9 lutego 1951 w Bratysławie) – słowacki lekarz, przedsiębiorca i polityk, w latach 2002–2006 minister zdrowia.

## Życiorys
Ukończył studia medyczne na Uniwersytecie Komeńskiego w Bratysławie. Specjalizował się w zakresie urologii. Od 1975 pracował jako lekarz w szpitalu uniwersyteckim w Bratysławie. Od 1990 zawodowo związany z sektorem prywatnym, został wówczas dyrektorem przedsiębiorstwa Tatra-Alpine. Członek m.in. Słowackiego Towarzystwa Medycznego.
Był ekspertem Sojuszu Nowego Obywatela, w 2002 z listy tego ugrupowania uzyskał mandat posła do Rady Narodowej. Od października 2002 do lipca 2006 sprawował urząd ministra zdrowia w drugim rządzie Mikuláša Dzurindy.
Od 2006 działał przez kilka lat w Obywatelskiej Partii Konserwatywnej. W latach 2008–2012 był przewodniczącym jej rady programowej. Ponownie działał w sektorze prywatnym. Od 2010 doradzał czeskiemu ministrowi zdrowia. W 2017 został doradcą partii Wolność i Solidarność do spraw zdrowia.